# コルグレイン男爵
コルグレイン男爵（英: Baron Colgrain）は、イギリスの男爵、貴族。連合王国貴族爵位。

## 歴史
スコットランドの銀行家コリン・フレデリック・キャンベルが1946年に「ケント州エヴァーランドのコルグレイン男爵（Baron Colgrain, of Everlands in the County of Kent） 」に叙された。
初代男爵のひ孫にあたる4代男爵は、1999年貴族院法制定以降も貴族院に籍を置く92人の世襲貴族の一人である。
一族の邸宅は、ケント州セブノークス近郊のブッシーズ・ファーム（Bushes Farm）。

## コルグレイン男爵（1946年）
- 初代コルグレイン男爵コリン・フレデリック・キャンベル（英語版）（1866年 – 1954年）
- 第2代コルグレイン男爵ドナルド・スウィントン・キャンベル（1891年 – 1973年）
- 第3代コルグレイン男爵デイビッド・コリン・キャンベル（1920年 – 2008年）
- 第4代コルグレイン男爵アラステア・コリン・レッキー・キャンベル（英語版）（1951年 – ）[3]

法定推定相続人は現当主の息子であるトーマス・コリン・ドナルド・キャンベル閣下（1984年 – ）。